# Šarići (Czarnogóra)
Šarići (cyr. Шарићи) – wieś w Czarnogórze, w gminie Plužine. W 2011 roku liczyła 18 mieszkańców.